# Mbongeni Buthelezi
Mbongeni Buthelezi (Johannesburg, 1956) è un pittore sudafricano.

## Biografia
Buthelenzi ha frequentato corsi d'arte presso l'African Institute of Art di Johannesburg dal 1986 al 1992 ed, in seguito, alla University of Witwatersrand dal 1997 al 1998.

### Residenze
Ha partecipato a numerosi programmi di residenza artistica:
- Guest Artist, Wiesbaden, Germania
- Kunst:Raum Sylt-Quelle, Rantum, Germania
- Atelierhaus Höherweg e.V., Düsseldorf, Germania
- Standard Bank National Art Festival, Sud Africa
- Vermont Studio Centre, New York, USA
- Art Omi International Artists Centre, New York USA

## Lavoro
Il materiale utilizzato da Mbongeni Buthelezi per i suoi "dipinti" proviene sempre da rifiuti in plastica: ne taglia piccoli pezzi per poi incollarli alla tela, creando così superfici e strutture con sfumature sottili e colori cangianti. L'utilizzo di questo specifico materiale dimostra la coscienza dell'artista rispetto al problema ambientale e rispetto alla decadenza della conformazione para-urbana della township sudafricana. Le sue opere rimandano continuamente all'impoverimento sociale e politico, e alla mancanza di opportunità o alternative in Sud Africa.
Attraverso il suo lavoro Mbongeni Buthelezi intende veicolare un messaggio di speranza; convinto del fatto che vedendo le sue opere e conoscendo la sua storia le persone siano in grado di capire quali opportunità può offrire il suo paese, e cominciano a credere nella possibilità di costruirsi una vita - e una carriera - dal nulla. "Fare arte" spingerebbe (secondo l'artista) a cambiare la propria vita per contribuire positivamente alla trasformazione del mondo.
Buthelezi dichiara, a proposito del suo stile:
Utilizzo correntemente diciotto differenti tecniche, ognuna delle quali differisce sottilmente dall'altra. Il materiale che scelgo può essere applicato seguendo con lunghe pennellate, in diversi colori, o sulle tonalità sepia grazie alle quali i livelli dell'ombreggiatura neutrale contribuiscono a dare profondità visiva alla composizione

## Mostre
Le opere di Buthelezi hanno avuto visibilità internazionale grazie a mostre presso il Museum of African Art di New York, il Goch Museum in Germania e alla biennale di Praga.
I suoi lavori sono parte di diverse collezioni, tra le quali:
- Mercedes-Benz Sud Africa, Pretoria, Sud Africa
- Daimler AG, Kunstbesitz, Stoccarda, Germania
- Museum for African Art, New York, USA
- Johannesburg Art Gallery, Sud Africa
- Spier Collection, Sud Africa

### Personali (selezione)
2011: 
- Galerie Seippel Cologne, Germania

2010: 
- Seippel Gallery, Arts on Main, Johannesburg, Sud Africa
- Haus am Lützowplatz, Berlin, Germania
- PAN Kunstforum Niederrhein, Emmerich, Germania
- KZNSA, Durban, Sud Africa
- Oliewenhuis Art Museum, Bloemfontein, Sud Africa
- Red Location Museum Port Elizabeth, Sud Africa
- William Humphreys Art Gallery, Kimberly, Sud Africa

2009:
- Seippel Gallery, Arts on Main, Johannesburg, Sud Africa
- Kulturverein Zehntscheuer, Rottenburg/Neckar, Germania
- Pretoria Art Museum , Sud Africa
- Sasol [Art] Museum, Stellenbosch, Sud Africa

2008:
- Seippel Gallery Johannesburg, Sud Africa

2007:
- Galerie Seippel Cologne, Germania

2006:
- Bellevue-Saal, Wiesbaden, Germania
- Art Space, Johannesburg, Sud Africa

2005:
- SBK, Stichting Beeldende Kunst, Amsterdam, Paesi Bassi
- Galerie Seippel Cologne, Germania
- Kunst:Raum Sylt Quelle, Rantum, Sylt, Germania

2004:
- Museum Goch, Germania
- Mural painting, Madeira, Portogallo

2002:
- Galerie Seippel Cologne, Germania

2001:
- Atelier Haus Höherweg, Düsseldorf, Germania
- Spark Gallery, Johannesburg, Germania

### Collettive (selezione)
2010:
- ROLAND-Galerie Cologne, Germania
- Galerie Seippel Cologne, Germania

2009:
- FNB Johannesburg Art Fair , Sud Africa

2007:
- Seippel Gallery Johannesburg, Sud Africa

2006:
- 10th Cairo Biennale, Egitto
- Casa Encendida, Madrid, Spagna
- Galerie Seippel Cologne, Rhythm & Jazz

2005:
- Seippel Gallery, Sydney, Australia
- Biennale Praga, Repubblica Ceca

2004:
- Pretoria Art Museum, Pretoria, Sud Africa
- Art Space, Johannesburg, Sud Africa

2003:
- Warren Siebrits Contemporary Gallery, Johannesburg, Sud Africa
- Deutsche Entwicklungsgesellschaft DEG, Johannesburg, Sud Africa
- Art Fair with Galerie Seippel Cologne, Germania
- Galerie Seippel Cologne, Germania

2002:
- Kunst:Raum Sylt-Quelle, Rantum, Germania
- Rottenburg/Neckar, Germania/Sud Africa

2000:
- Museum of Art, Houston, USA
- Royal State Theater, London, UK
- The Drum, Birmingham, UK
- Pretoria Art Museum, Sud Africa
- Houston Museum of Art, USA

1999:
- Museum for African Art, New York, USA
- Standard Bank Gallery, Johannesburg, Sud Africa

1998:
- Grahamstown National Arts Festival, Sud Africa

1997:
- Carlton Center (50 Stories Exhibition), Johannesburg, Sud Africa
- Nondi Nisa Art Gallery, Johannesburg, Sud Africa

1996:
- Generator Art Space, Sud Africa

1995:
- Mofolo Art Center, Johannesburg, Sud Africa
- Electric Workshop, Johannesburg, Sud Africa
- Paper Prayers, Johannesburg, Sud Africa
- Johannesburg Art Gallery, Sud Africa
- Artist Proof Studio, Johannesburg, Sud Africa

1994:
- Boston University, New York, Sud Africa
- Van Rijn Gallery, Johannesburg, Sud Africa
- Sandton Gallery, Sandton/Johannesburg, Sud Africa
- Berman Gallery, Johannesburg, Sud Africa
- Staib Gallery, Print Exhibition, Johannesburg, Sud Africa

1993:
- Alliance Francaise, Johannesburg, Sud Africa
- Funda Centre Auditorium, Soweto/Johannesburg, Sud Africa
- Development Bank of Southern Africa, Johannesburg, Sud Africa

1992:
- Africa Cultural Center, Johannesburg, Sud Africa
- Market Gallery, Johannesburg, Sud Africa

1991:
- Grahamstown National Arts Festival

1989:
- Nasrec Showground, Johannesburg, Sud Africa

1988:
- Gertrude Posel Gallery, University of Witwatersrand, Johannesburg, Sud Africa